# وقش (روستا)
 وقش (در عربی:  الوَقَش )
نام روستایی است در دهستان بَنُو قیَس از توابع استان حَجّه در کشور یمن در شبه جزیره عربستان.

## جمعیت
جمعیت آن (۸۰ ) نفر (۹ خانوار) می‌باشد.